# 小行星4778
小行星4778（4778 Fuss）是一颗绕太阳运转的小行星，为主小行星带小行星。该小行星于1978年10月9日发现。

## 轨道参数
小行星4778的轨道半长轴为3.1565690 UA，离心率为0.178。